# Californische ral
De Californische ral (Rallus obsoletus) is een vogel uit de familie van rallen (Rallidae).

## Verspreiding en leefgebied
Deze soort komt voor in de Verenigde Staten en Mexico en telt vier ondersoorten:
- R. o. obsoletus: west-centraal Californië.
- R. o. levipes: van zuidwestelijk Californië tot noordelijk Baja California.
- R. o. yumanensis: van zuidoostelijk Californië en zuidelijk Arizona tot noordwestelijk Mexico.
- R. o. beldingi: zuidelijk Baja California.

## Status
De grootte van de populatie is in 2019 geschat op 10-20 duizend volwassen vogels. Op de Rode lijst van de IUCN heeft deze soort de status gevoelig.